# 雷州語
雷州語（らいしゅうご）はシナ・チベット語族シナ語派閩語の一方言であり、雷州民族の母語である。雷話、雷語とも呼称される。現在の主要な通用地域は広東省雷州半島の雷州、徐聞、遂渓南部、電白の郷鎮などの地域である。雷州民族は自らの言語である雷州語を黎話（黎語）と呼んでいる。
雷州語には広義の分類と狭義の分類がある。広義の雷州方言とは、雷州半島で通用している閩語の一種を指し、狭義の雷州方言とは、海康県雷城鎮とその周辺の郷鎮で通用している雷州方言のことであり，これを雷城話（雷城語）と呼ぶ。雷州語の代表的な方言が雷州市雷城鎮の雷城話とされる。歴史的には、雷城鎮一帯は雷州府の府庁所在地であった。伝統的には雷劇があり、現在では雷州語のテレビ放送も行われ、雷城話が雷州語の標準的な口語発音と見なされている。
伝統的な観点から言えば、雷州語は閩南語の一方言とされ、閩南語のうちの「雷州片」とも呼ばれる。ただし、雷州語と閩南語の間には大きな差異が存在することから、現在では雷州語を「閩語大区」に分けて分類することもあり、この場合、「閩語大区」は「閩南区」と並列の関係に置かれ、雷州語は「閩語大区の雷州区」や「閩語大区の雷州片」とされる。また、雷州語と海南語を合わせて瓊雷語と呼ぶ学者もおり、この場合は瓊雷語は閩語の直下に分類される。
雷州語の話者は唐代以来の閩南移民の子孫たちである。今日の閩南地区の諸言語とは数多くの共通点があり、そのうちでも潮汕語に最も近いとされている。海南語と同じく、雷州語は周辺諸言語の影響を一定程度受けており、時代の推移とともに相違が生み出され、独立した一個の言語へと発展してきた。雷州語と海南語の間には少なからぬ相違点はあるものの、数多くの類似点がある。

## 通用地域
雷州語の主な通用地域は湛江市南部地区で、これは雷州市内の21の区鎮、麻章区・徐聞県の全域、遂渓県の大半の地区を含んでいる。雷州半島と湛江市内の最も広い範囲で通用し、使用人口が最も多い方言となっている。この他の通用地域は以下の通り。湛江市の麻章・湖光・太平・民安・東山・東簡・硇洲など70の市街地区、および、赤坎・霞山両市轄区の一部の住民、廉江市の横山・河堤・新民・龍湾・営仔の5つの区、呉川市の覃巴・蘭石・王村港の3つの区、電白区南海・高地・水東の3つの街道、および林頭・坡心・七逕・霞洞・羊角の5つの区の一部の地区、電白・信宜沿海の各鎮でも通用する言語となっている。推計の話者数は275万人から280万人と見られている。
雷州語の代表的な方言は雷州市雷城鎮の雷城話となっている。歴史的には、雷城鎮一帯は雷州府の府庁所在地であった。伝統的には雷劇があり、現在では雷州語のテレビ放送も行われ、雷城話が雷州語の標準的な口語発音と見なされている。

## 歴史
雷州語は古くは「東語」「客語」と呼ばれていた。康熙26年（1687年）の『海康県志』の「民俗志・言語」の一節には次の記載がある。「東語という言語があり、別名を客語と言い、三県九ヶ所の郷村落で通用し、話されている」。
雷州語は古代閩南語に起源を遡る。南宋の末期に元の軍勢が臨安を攻撃し、南宋の皇帝・端宗は陸秀夫・張世傑大臣の補佐を受けて福建で皇帝を称した。その後、元が福建を攻略したため、南宋の朝廷は広東へと逃げ延びた。陳若水、陳八宣、陳汝楫らが興化府（現在の福建省莆田市）で30数万人の民兵を組織して南宋に従った。南宋が崖山の戦いで滅亡後、陳若水、陳汝楫らは莆田籍の民兵を率いて逃げ延び、雷州半島に到達して定住した。時代の経過とともに、固有の特徴を持つ雷州語が徐々に形成されていった。

## 雷州語内部の差異
雷州語の各方言は大体において相互に意思疎通が可能であるが、顕著な差異も存在する。雷州語内部は、雷城音、徐聞音、遂渓音、廉江音、郊区音などに分かれ、このうち、徐聞話と廉江話は雷城話に対して比較的大きな相違が見られる。
廉江話の横山口音（横山発音）では、声母のうち、/f/と/ɬ/が傑出して多く現れる。古代の三つの母字、非・敷・奉の発音が横山口音では多くの例で/h/となり、少数の例で/f/となる（雷城話では/h/か/b/になる）。その他の方言では/s/となる声母が、廉江話では一律に/ɬ/に変わっており、この特徴は莆仙語と一致している。
徐聞県は地理的な位置関係から海南島に近く，そのためその方言も海南語に比較的近くなっている。徐聞話の徐城口音（徐城発音）では、その他の方言での/p/と/t/の二つの声母が、内破音の/ʔb/、/ʔd/に変わる。また、雷城話の/s/と/t͡sʰ/が/t/に変わっており、これらはいずれも海南語の特徴にもなっている。

## 音韻体系
雷州語には17個の声母（子音）、47個の韻母（母音）、8つの声調がある。

### 声母
| p 波          | pʰ 坡  | b 磨 | m 魔 |
| t 刀          | tʰ 駝  | n 娜 | l 羅 |
| ts 槽         | tsʰ 切 | s 所 | z 尿 |
| k 哥          | kʰ 戈  | ŋ 俄 |      |
| ゼロ声母 Ø 窩 |        | h 何 |      |

### 韻母
|         | i 済     | u 敷     |
| a 爸    | [ia] 兵  | [ua] 瓜  |
| ɔ 波    | [iɔ] 漿  |          |
| ɛ 馬    | [iɛ] 爺  | [uɛ] 妹  |
| [ai] 派 |          | [uai] 蒯 |
| [au] 包 | [iau] 彪 |          |
| [ɛu] 嘔 | [iu] 休  |          |
| [ɔi] 矮 |          | [ui] 拉  |
| [am] 耽 | [iam] 添 | [m̩] 唔   |
| [em] 冚 | [im] 音  |          |
| [aŋ] 班 | [iaŋ] 江 | [uaŋ] 完 |
| [eŋ] 冰 | [ieŋ] 填 | [ŋ̩] 嗯   |
| [ɔŋ] 磅 | [iɔŋ] 永 |          |
|         | [iŋ] 興  | [uŋ] 尊  |
| [ap] 合 | [iap] 腊 |          |
| [ep] 鑷 | [ip] 立  |          |
| [ak] 達 | [iak] 燭 | [uak] 括 |
| [ek] 徳 | [iek] 即 | [uek] 国 |
|         | [ik] 集  | [uk] 郁  |
| [ɔk] 鐸 | [iɔk] 略 |          |

### 声調
| 声調番号 | 1         | 2         | 3         | 4         | 5         | 6         | 7       | 8       |
| 声調名   | 陰平      | 陽平      | 陰上      | 陽上      | 陰去      | 陽去      | 陰入    | 陽入    |
| 調値     | [˨˦] (24) | [˩˩] (11) | [˦˨] (42) | [˧˧] (33) | [˨˩] (21) | [˥˥] (55) | [˥] (5) | [˩] (1) |
| 例字     | 仙        | 神        | 選        | 擅        | 迅        | 羡        | 雪      | 実      |

## 文白異読
雷州語の文白異読は閩南語・閩東語などの福建省の閩語に比べると豊富になっている。

## 方言
雷州語は以下の方言に分かれている。
- 雷城話（海康和，hikg）
- 龍門話（lgme）
- 東里話（dgli）
- 徐聞話（xwen）
- 烏石話（wusi）
- 江洪話（jgho）
- 北坡話（beio）
- 遂渓話（sixi）
- 東山話（dghn）
- 硇洲話（nozu）
- 電白話（diba）